# Trimeresurus fasciatus
Trimeresurus fasciatus es una especie de serpientes venenosas de la familia Viperidae.

## Distribución geográfica yhábitat
Es endémica de la isla de Tanah Jampea en Indonesia, la segunda isla más grande del grupo de las islas Selayar en el mar de Flores.